# Befreiungsausschuss Südtirol
Befreiungsausschuss Südtirol (Comitè d'Alliberament del Tirol del Sud, BAS) fou una organització armada clandestina fundada el 1957 per Sepp Kerschbaumer que pretenia separar el Tirol del Sud d'Itàlia per a unir-lo amb Àustria.

## Història
Inicialment les accions del BAS es limitaven a la propaganda antiitaliana i a la distribució de fulletons volants secessionistes. Cap al 1958 els seguidors de Kerschbaumer aconseguiren material explosiu i es va fornir d'armes. Els seus membres eren sudtirolesos de nacionalitat italiana, endemés d'algun austríac (com Norbert Burger) i algun alemany de filiació neonazi.

### Activitats

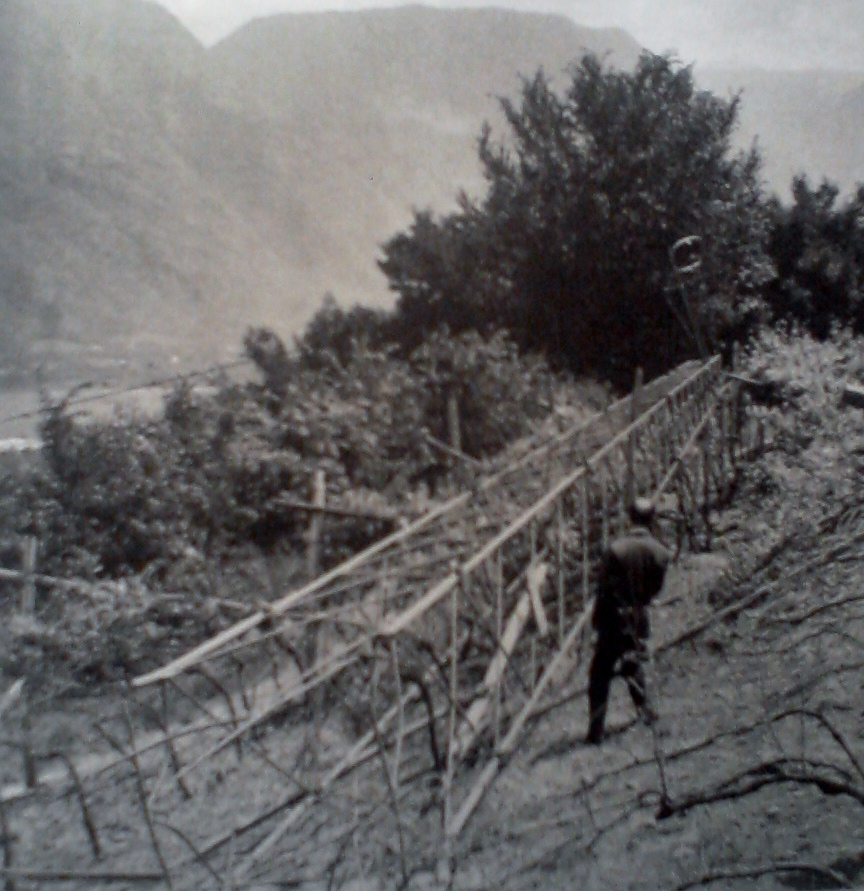
Una de les 37 explosions dutes a terme en la Feuernacht de 1961

El 29 de gener de 1961 l'austríac Heinrich Klier va fer explotar un monument eqüestre d'alumini erigit el 1938 a Waidbruck, al costat de la central elèctrica de la Societat Montecatini. L'u de febrer fou destruïda amb explosius la casa d'Ettore Tolomei a Montan.
Durant la Feuernacht (nit dels focs) del 12 de juny de 1961 foren atacats simultàniament 42 torres d'alta tensió. Al poble de Nassi di Faedo, vora Salurn, un explosiu posat a un arbre a la carretera entre Abetone i Brenner provocà la mort de Giovanni Postal. El 27 de gener del mateix any ja havien desactivat un explosiu al mateix lloc. Durant la Kleine Feuernacht (Petita nit dels focs) de 13 de juliol de 1961 foren destruïdes 8 altres torres més, per tal d'aturar el trànsit ferroviari.
Continuaren els atemptats: el 27 d'agost de 1964 van ferir quatre militars; el 3 de setembre a Bruneck en l'assalt d'una caserna de carabinieri hi va morir un militar. El 27 d'agost de 1965 atacaren i colpejaren als carabiners de Sexten, Palmerio Ariù i Luigi De Gennaro.
El 24 de maig de 1966, després d'haver destruït el dia anterior amb dinamita el refugi de muntanya del Pfitscherjoch va morir destrossat per una mina el guàrdia Bruno Bolognesi.
El 25 de juliol de 1966 moriren en una emboscada a Sankt Martin de Gsies els financers Salvatore Gabitta i Giuseppe D'Ignoti, el 9 de setembre de 1966 després de la destrucció amb explosius de la caserna de Malga Sasso, moriren el vice brigader Eriberto Volgger i el financer Martino Cossu, i fpi ferit greument el tinent Franco Petrucci, que va morir poc després a l'hospital.
El 25 de juny de 1967, després d'una explosió d'un piló a Cima Vallona (a Belluno), fou destrossat per una mina un dels alpinistes que vigilaven l'àrea, Armando Piva, qui va morir poc després a l'hospital d'Innichen. Per a controlar la zona i investigar l'atemptat fou enviat a l'aeroport de Bozen la Companya Especial Antiterrorisme, ja que els membres del BAS havien disseminat la zona al voltant del piló amb mines. Després que els militars inspeccionessin minuciosament la zona, a les dues de la tarda, va esclatar una segona mina al pas de la patrulla de socorristes. El fet, conegut com a massacre de Cima Vallona, provocà la mort del capità de carabiners Francesco Gentile, els sotstinents paracaigudistes Mario Di Lecce i Marcello Fagnani; el sergent Olivo Dordi restà ferit i fou l'únic que es va salvar.
El 30 de setembre de 1967, fou enviada a Trento, a bord del tren Alpen Express, una maleta procedent d'Innsbruck, que causà la mort del brigadier de policia Filippo Foti i del guàrdia Edoardo Martini.

## Reacció de les forces de l'ordre italianes
A causa de l'estructura del BAS, que reclutava els seus membres de manera secreta i que actuava com una societat secreta, i per la connivència amb part de la població local, fou difícil desarmar el moviment.
Molts interrogats i detinguts denunciaren la brutalitat de les forces de l'ordre: es parlà de tortures, sobretot arran de la mort a la presó d'Anton Gostner el 7 de gener de 1962. Deu carabiners foren jutjats pels fets; 8 foren absolts per la cort d'Apel·lació de Trento el 1963, i els altres dos foren amnistiats.
El juliol de 1964 alguns militants foren condemnats a presó, però no per atemptat contra la integritat de l'estat, com demanava el fiscal. Sepp Kerschbaumer fou condemnat a 15 anys i 11 mesos de presó. Norbert Burger, que el 1981 fou candidat a la presidència d'Àustria pel NPD, fou condemnat en contumacià a cadena perpètua. Georg Klotz fou condemnat a 23 anys de reclusió. Karl Ausserer i Alois Larch foren condemnats a 24 anys de presó. Alois (Luis) Larch, després de ser deportat a Graz a Àustria, va obtenir el perdó el 2007 (pocs mesos abans que prescribís la pena), i el 2008 va tornar al seu poble natal de Lana, on fou rebut en festa pels Schützen locals.

## Balanç
Del 20 de setembre de 1956 al 30 d'octubre de 1988 es produïren 361 atemptats amb dinamita i mines antipersona que provocaren 21 morts, dels quals 15 eren membres de les forces de l'ordre, 2 civils i 4 activistes, per l'explosió prematura dels explosius que anaven a posar. I 57 ferits: 24 membres de les forces de l'ordre i 33 civils.
La justícia italiana va condemnar 157 persones: 103 sudtirolesos, 40 ciutadans austríacs i 14 ciutadans d'Alemanya Occidental.

## Membres

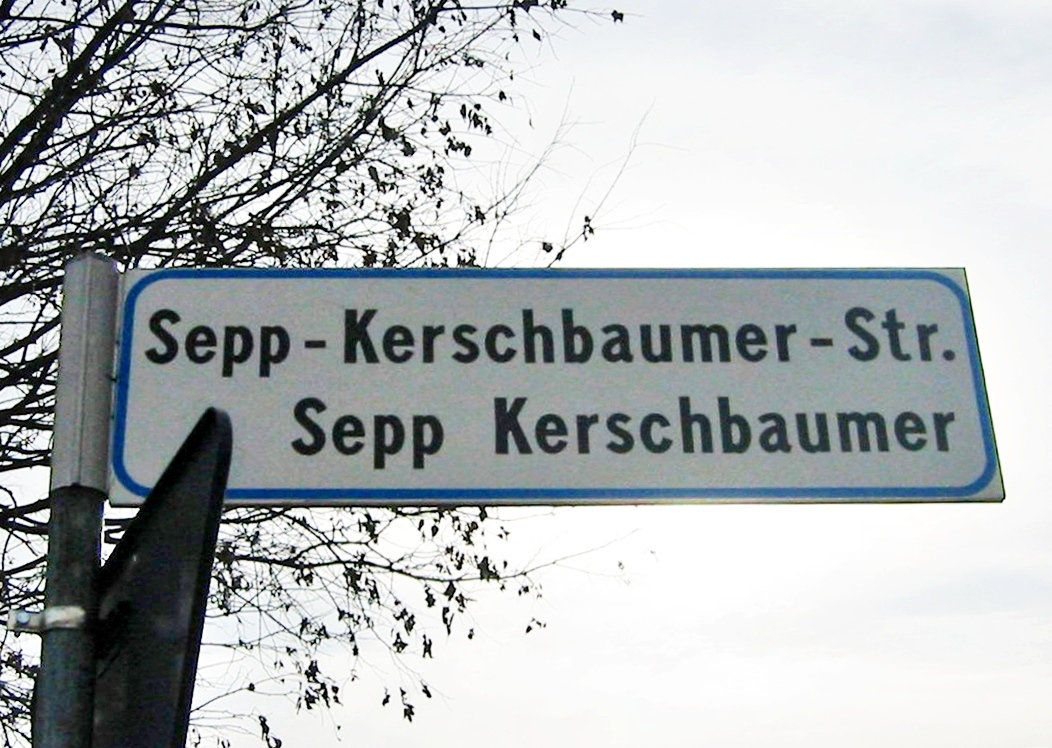
Carrer dedicat a Sepp Kerschbaumer al municipi d'Eppan an der Weinstraße

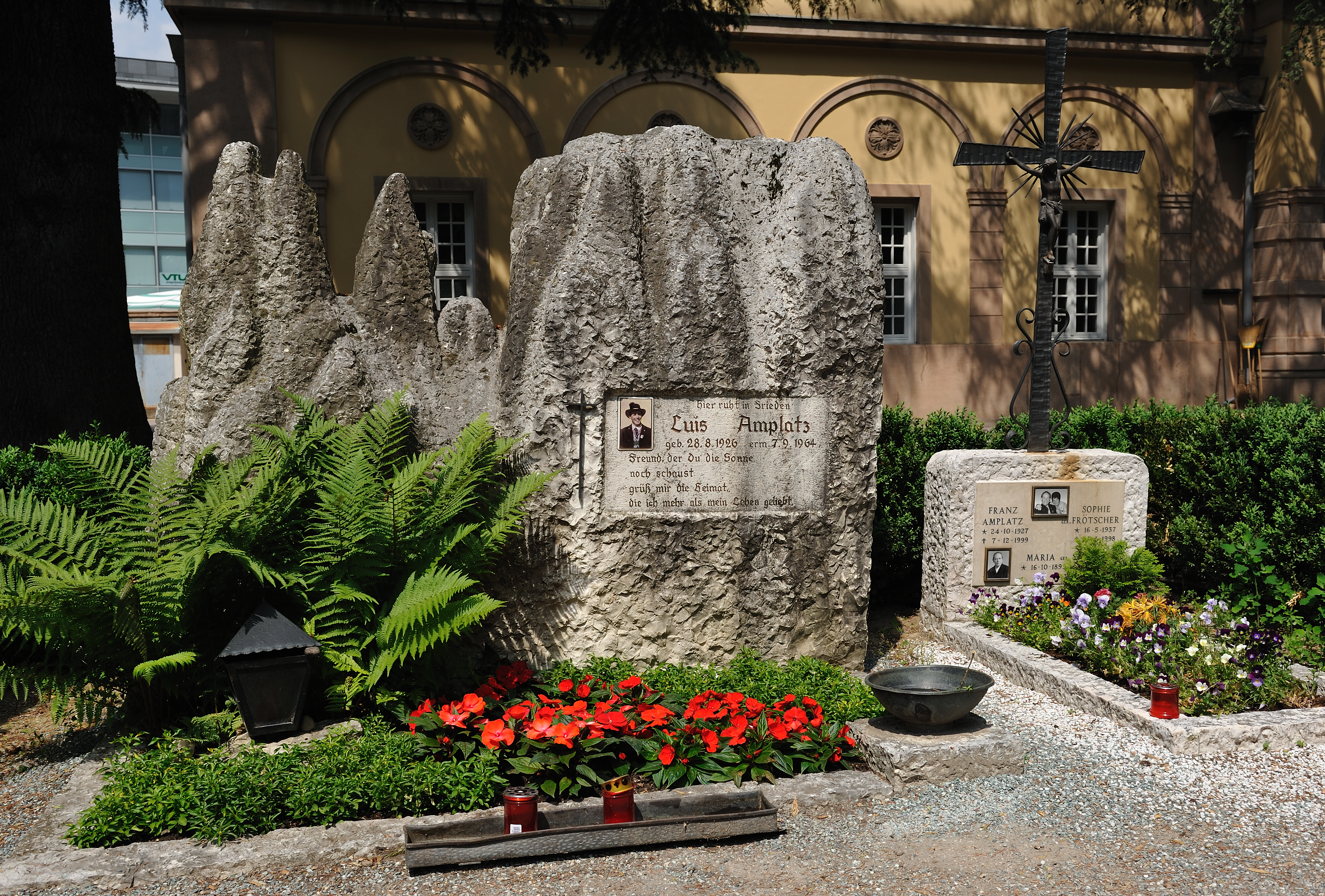
Tomba de Luis Amplatz a Bozen

### Fundadors
- Sepp Kerschbaumer
- Sepp Innerhofer

### Altres membres
- Georg Klotz (pare d'Eva Klotz), arrestat el 9 de setembre de 1964
- Norbert Burger
- Franz Höfler
- Anton Gostner
- Josef Fontana
- Peter Kienesberger
- Luis Amplatz, trobat mort el 7 de setembre de 1964
- Siegfried Steger
- Heinrich Klier
- Wolfgang Pfaundler
- Martin Koch